# Wilder (Minnesota)
Pour les articles homonymes, voir Wilder.
Wilder est une ville américaine située dans le Comté de Jackson, dans le Minnesota. Selon le recensement de 2010, sa population est de 60 habitants.

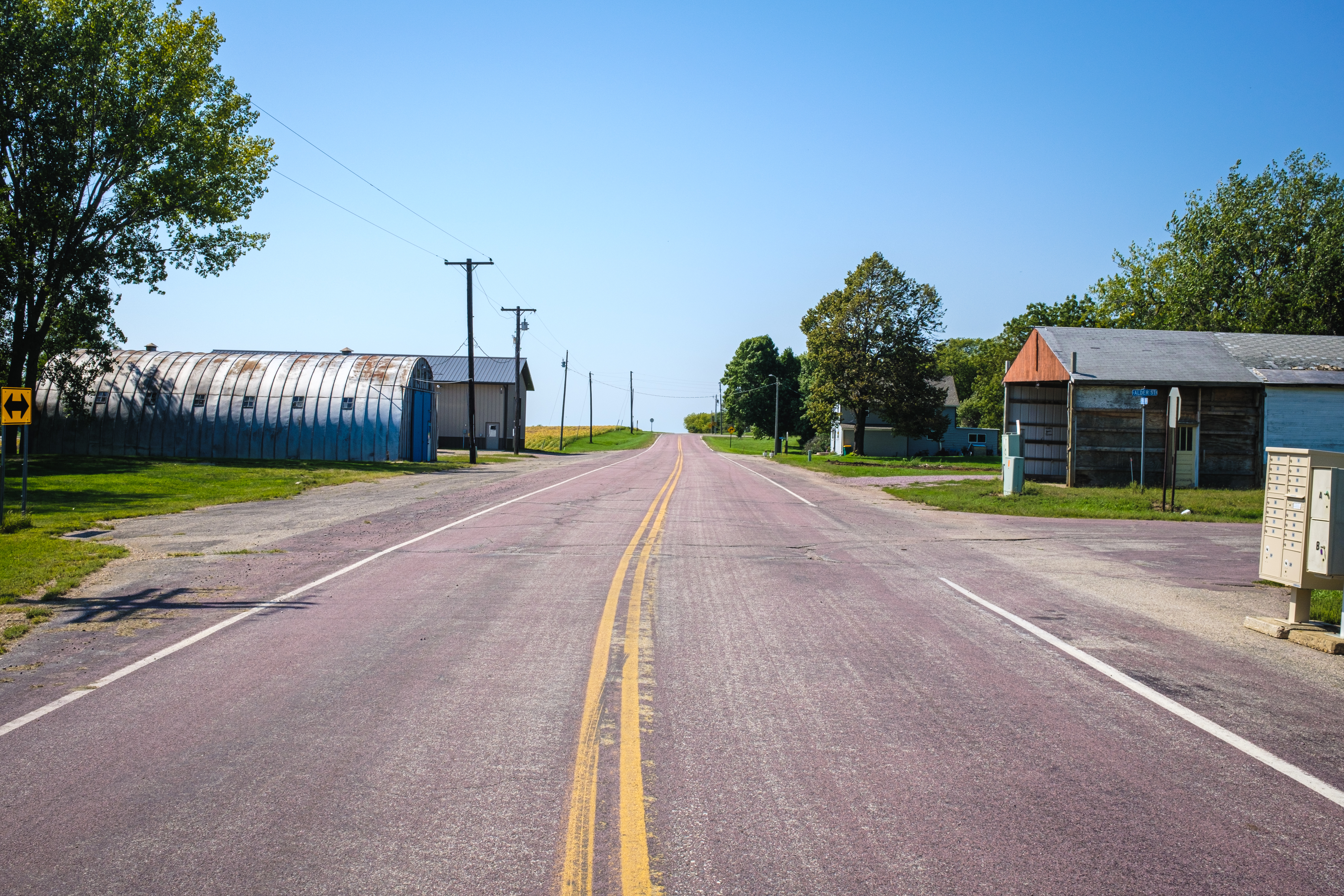
Wilder